# Matt Baker
Clarence Matthew Baker, mais conhecido como "Matt Barker" (10 de dezembro de 1921 – 11 de agosto de 1959) foi um desenhista norte-americano de histórias em quadrinhos, notabilizado por desenhos da super-heroína Phantom Lady ou "Lady Fantasma". Baker esteve bastante ativo durante as décadas de 1930 e 1940, época conhecida como Era de Ouro dos quadrinhos. Ele também fez arte-final e trabalhou em um dos primeiros exemplos de graphic novel, a publicação da St. John Publications chamada It Rhymes with Lust (1950). Era especialista em desenhos em quadrinhos de mulheres bonitas (good girl art).
Baker foi indicado ao Will Eisner Comic Book Hall of Fame em 2009.

## Biografia

### Primeiros anos
Matt Baker nasceu no Condado de Forsyth (Carolina do Norte)  e cresceu em Homestead na Pensilvânia. Foi educado na Cooper Union em Nova Iorque e mais tarde foi contratado pelo Iger Studio. A sociedade de Will Eisner e Jerry Iger era uma dentre vários artistas que trabalhavam com quadrinhos e ilustrações sob encomenda para editoras que desejavam investir no segmento. Além de Iger, Baker ligou-se a outras editoras tais como a  St. John, Fiction House, Fox Comics e Quality Comics. Anos depois ele formou uma equipe independente com o arte-finalista Jon D'Agostino que usava o pseudônimo Matt Bakerino na Charlton Comics.

### Phantom Lady

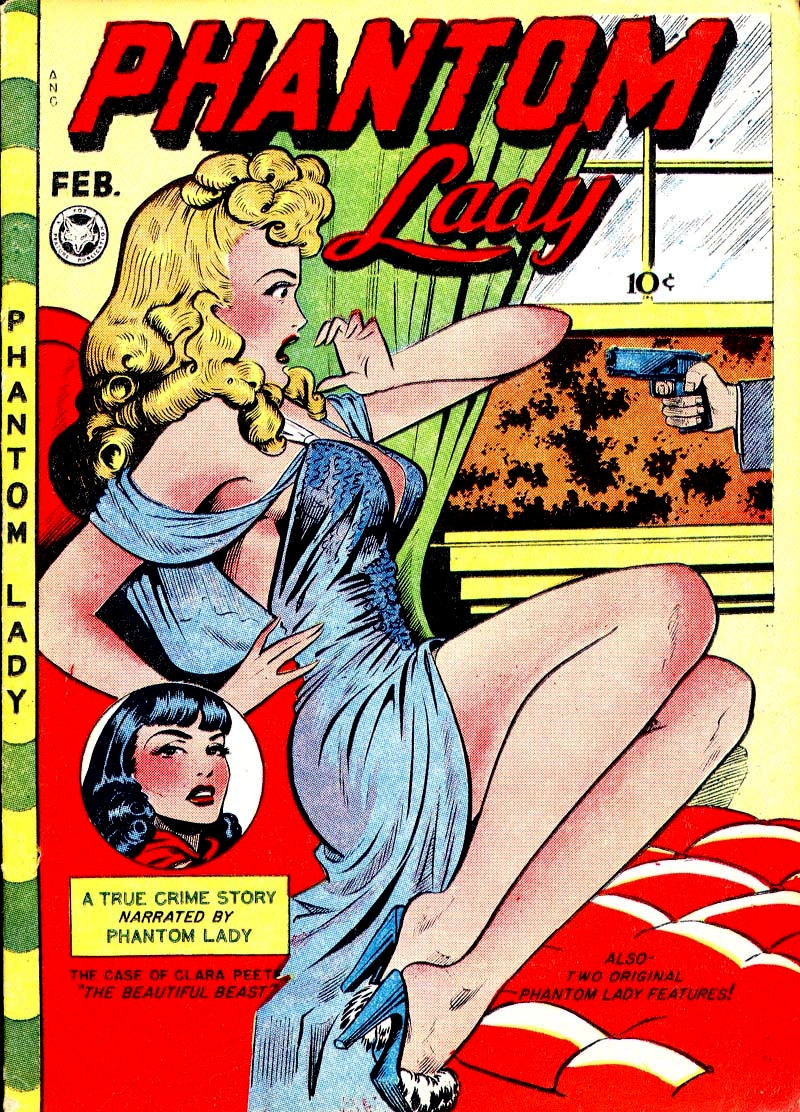
Capa da revista Phantom Lady de fevereiro de 1948

A personagem Phantom Lady, criada por Arthur Peddy, foi publicada pela primeira vez em 1941 na revista da  Quality Comics que trazia material terceirizado produzido pelo Iger Studio. O cartunista Frank Borth mais tarde assumiu a arte. Após a Quality suspender a encomenda, a super-heroína apareceu em Police Comics #1-23 (agosto de 1941 – outubro de 1943), para atender a Fox Comics que requisitara uma aventureira sensual em suas histórias. Baker redesenhou o personagem que ficou assim com sua aparência mais conhecida. Essa versão (com os textos geralmente atribuídos a Ruth Roche, sem confirmação) estreou em Phantom Lady #13 (agosto de 1947), título que substituiu o anterior Wotalife. O novo título permaneceu até a revista número 23 (abril de 1949). A Phantom Lady de Baker apareceu também em All Top Comics #9-16 (janeiro de 1948 – março de 1949).

### Outros trabalhos

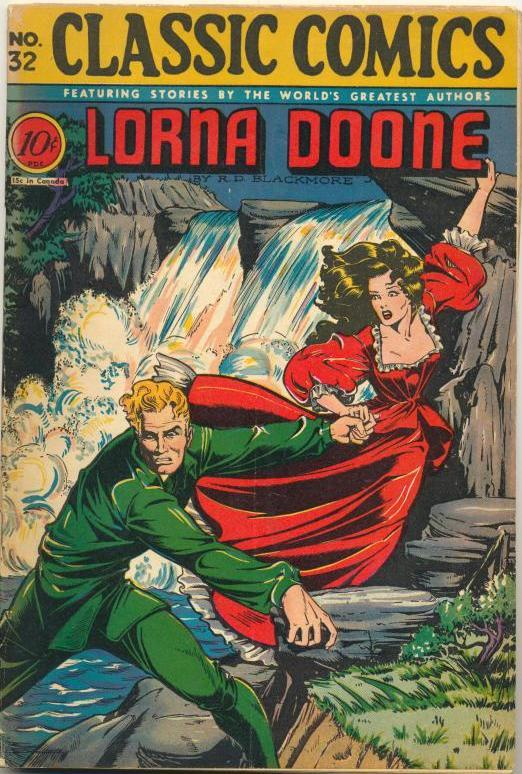
Capa de Lorna Doone, edição n° 32 de Classic Comics

Outros trabalhos de Matt Barker foram a série de humor leve militarista Canteen Kate, bem como a antologia de história de suspense Tales of The Mysterious Traveler; a aventura cômica "Sky Girl" na revista da Fiction House Jumbo Comics, cujos originais e mais tarde republicações apareceram nos números 69 a 139 (novembro de 1944 - dezembro de 1952); as aventuras na selva "Tiger Girl"; "Flamingo", "South Sea Girl", "Glory Forbes", "Kayo Kirby" e "Risks Unlimited". Baker ilustrou Lorna Doone para a Classic Comics em dezembro de 1946, sua única contribuição para essa série. Em 1948, Matt Baker contribuiu para a capa da revista The Saint #4 publicada pela Avon. Ele geralmente recebe atribuições, sem confirmação, como desenhista da revista da Fox Rulah, Jungle Goddess  #17–27 (agosto de 1948 - junho de 1949), título que substituiu o antigo Zoot Comics. Ele também produziu Flamingo em formato de tira sindicalizada, entre 1952 e 1954.

### Últimos anos
Matt Baker fez muitas revistas de romances e outros títulos para a St. John Publications e trabalhou como  freelance da Atlas Comics, antecessora da Marvel Comics, começando com uma antologia de cinco páginas cuja autoria é geralmente atribuida mas não confirmada a Stan Lee, na revista Gunsmoke Western #32 (dezembro de 1955). Durante algum momento desse período esteve no Estúdio de Vince Colletta. Baker desenhou histórias para a Atlas (Western Outlaws, Quick Trigger Action, Frontier Western e Wild Western). Mais assíduo para a companhia foram os quadrinhos de romance (Love Romances, My Own Romance e Teen-Age Romance) e histórias de ficção científica/sobrenatural para as revistas de antologia Strange Tales, World of Fantasy e Tales to Astonish ("I Fell to the Center of the Earth!" na revista número 2 de março de 1959, republicada em Marvel Masterworks: Atlas Era Tales to Astonish, ISBN 0-7851-1889-6). Baker também produziu desenhos para a Dell Movie Classic, edição de King Richard and the Crusaders.
Seu último trabalho conhecido (geralmente atribuido sem confirmação) foi a primeira página da história de seis "Happily Ever After", na revista da Atlas/Marvel Love Romances #90 (novembro de 1960). Seu último trabalho confirmado foi a história de seis páginas "I Gave Up the Man I Love!" em My Own Romance #73 (janeiro de 1960).
Ele morreu em agosto de 1959 de colapso cardíaco.